# Pierpont Davis
Francis Pierpont Davis (Baltimore, 27 de dezembro de 1884 — Los Angeles, 15 de julho de 1953) foi um velejador estadunidense, campeão olímpico. Ele competiu nos Jogos Olímpicos de Verão de 1932 na classe 8 Metre e conquistou a medalha de ouro na disputa a bordo do Angelita com Owen Churchill, John Biby, Alphonse Burnand, Kenneth Carey, William Cooper, Carl Dorsey, John Huettner, Richard Moore, Alan Morgan, Robert Sutton e Thomas Webster. Ele frequentou o Baltimore City College e o Maryland Institute College of Art. Em 1910 fundou seu próprio escritório de arquitetura.